# Страхквас
Страхквас (Кристиан; 28 сентября 929 или 935—996) — епископ Пражский, представитель династии Пржемысловичей, был сыном князя Болеслава I Грозного и родным братом Болеслава II Благочестивого (а также Дубравки и Млады). Умер во время посвящения в сан епископа.

## Биография

### Рождение и имя
Страхквас родился около Праги при зловещих обстоятельствах: во время пира, на котором его отец совершил убийство своего старшего брата Вацлава с целью занятия престола. Болеслав I, терзаясь мыслями о совершенном преступлении, дал новорожденному необычное имя «Страхквас», что означает «страшный пир». Опасаясь возмездия в загробной жизни, Болеслав решил умилостивить высшие силы, дав обет посвятить сына служению Богу.
Когда мальчик подрос, князь решил отправить его на учение в Регенсбург, в аббатство Святого Эммерама. В Регенсбурге Страхквас изучал Священное Писание и все, что требуется знать будущему священнику. Он принял монашеский обет и оставался в монастыре до взрослого возраста.

### Отношения со святым Адальбертом
Материалы «Чешской хроники» Козьмы Пражского не дают информации о зрелых годах жизни Страхкваса. От его юности следует переход к кульминационной истории его жизни, следом за которой последовала смерть. По всей видимости, Страхквас вполне успешно продвигался в церковной иерархии, что неудивительно ввиду его знатного происхождения и полученного образования. Однако высший духовный чин Богемии он не занимал. С 973 по 982 год епископом Пражским был Детмар, затем его место занял Адальберт-Войтех, происходивший из знатного княжеского рода Славниковичей. Известно, что Адальберт тяготился возложенными на него обязанностями и предпочел бы жизнь простого монаха, если бы не воля Рима.
В 994 году Страхквас прибыл в Прагу из Регенсбурга и встретился с Адальбертом, который рассказал ему о трудностях управления паствой, в сознании которой сохранялось ещё слишком много языческого. Нередки были случаи расторжения брачных уз, кровосмешения, возврата к идолопоклонству и прочие отступления от заветов христианства. Все это чрезвычайно угнетало Адальберта, ощущавшего, что вверенный ему народ движется к пропасти. Кроме того, его задевала надменность и самоуправство могущественных комитов — вельмож, из которых наиболее серьёзной силой был клан Вршовцев. Все эти обстоятельства делали епископство Адальберта тяжелым долгом, и он предложил Страхквасу занять его место.
Козьма Пражский так воспроизводит горячую речь Адальберта: «О тебе хорошо известно, что ты брат князя и ты ведешь свою родословную от господ нашей страны; народ предпочитает, чтобы его наставлял ты: будет охотнее повиноваться тебе, чем мне. Прибегая к совету и помощи брата, ты можешь укрощать гордых, осуждать нерадивых, исправлять непослушных, наставлять неверных. Твое достоинство, твои знания и святость твоего поведения — все это вполне годится для епископского звания. По Божьему велению и своей властью я соизволю, чтобы так было и буду молить папу, чтобы ты был здесь епископом, ещё при моей жизни».
Адальберт протянул Страхквасу свой епископский посох, но тот бросил его на пол и сказал, что он не чувствует в себе столь высокого призвания и желает вести простой, монашеский образ жизни. На это епископ сказал: «Тогда знай, брат, знай, что чего ты не захотел сделать по-доброму, ты свершишь позже, но уже с большим ущербом для себя».

### Неудавшееся епископство
В 995 году семья Адальберта была истреблена комитами Болеслава II под предводительством Вршовцев. Сам он покинул Прагу, чтобы больше уже не возвращаться. Выбор нового епископа Пражского остановился на Страхквасе. На этот раз он согласился принять сан и прибыл к майнцскому архиепископу для посвящения. Однако, по свидетельству Козьмы Пражского, случилось неожиданное:
«После того, как было совершено все, что полагалось по уставу, после того, как было произведено испытание (новому) епископу и хор запел литанию, архиепископ в облачении пал ниц на ковер перед алтарем. Вслед за этим Страхквас, которого посвящали в епископы и который сам стоял между двумя епископами, упал посередине на колени и — о, страшная судьба! — в то время, когда Страхквас простерся, его настиг дьявол. И то, что втайне ему когда-то предсказал раб Божий (Адальберт), произошло перед всем духовенством и народом».
Обстоятельства смерти Страхкваса до сих пор остаются невыясненными. Пражская епископская кафедра после неё на протяжении двух лет оставалась вакантной.

## Личность
Козьма Пражский описывает личность Страхкваса в самых чёрных красках: «Страхквас этот был человеком тщеславным, притязательным в отношении одежды, по образу мыслей рассеянным, к тому же неряшливым в делах. Кроме того, это был человек с блуждающими глазами, пустослов, нравом — притворщик, отец всех заблуждений и предводитель скверных людей во всех их плохих делах. … Больше писать о Страхквасе, епископе мнимом, мне стыдно».
Более поздние исследователи, впрочем, отмечают, что недоброжелатели появились у Страхкваса ещё при его жизни. Императорскому двору была не по нраву перспектива, в случае восшествия на кафедру, усиление его брата, Болеслава II, а майнцскому духовенству — его предполагаемая приверженность к славянской литургии.